# Pogonomyrmex

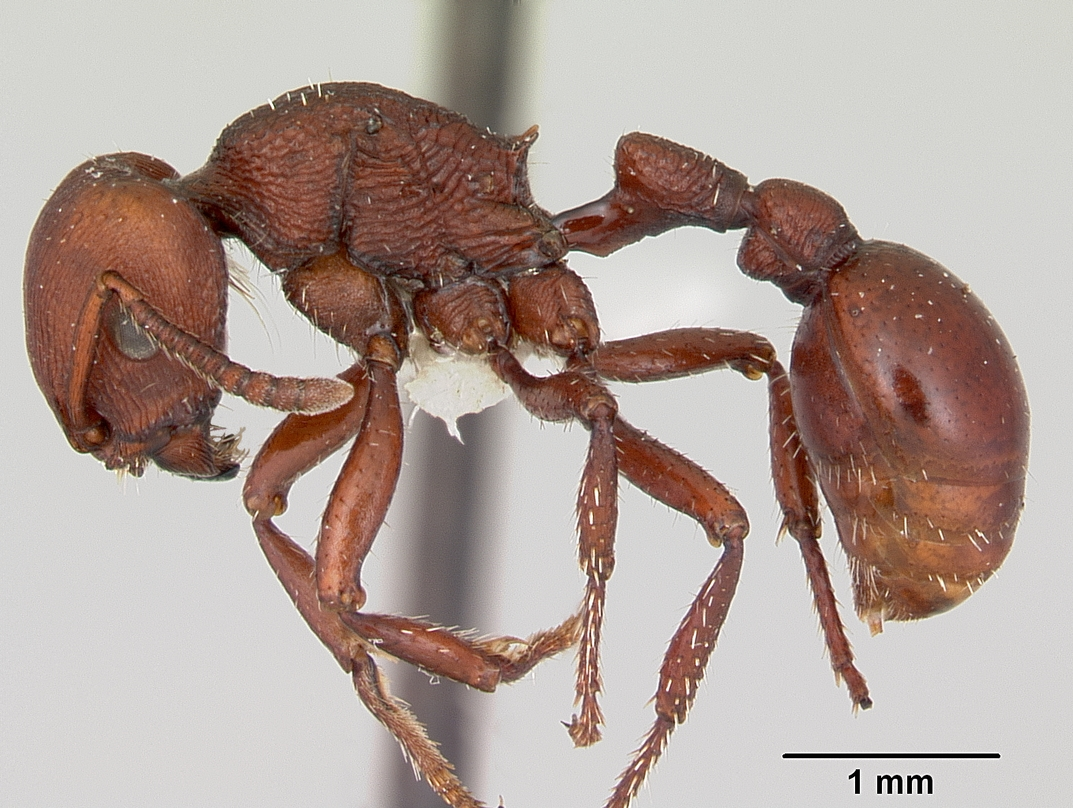
Pogonomyrmex uruguayensis

Pogonomyrmex (лат.) — род муравьёв трибы Pogonomyrmecini (ранее в Myrmicini) из подсемейства мирмицины (Myrmicinae).

## Распространение
Неарктика и Неотропика, включая 35 видов из Южной Америки.

## Описание
Мелкие муравьи рыжевато-красного и бурого цвета (длина 4—10 мм), внешне похожи на мирмик (Myrmica) и муравьёв-жнецов (Messor). Собирают семена растений, поэтому их называют американскими муравьями-жнецами. Под головой находится похожий на бороду псаммофор для переноски частичек песчаного грунта. От греческого слова греч. pogon (= борода), произошло и название этого рода. Усики рабочих и самок 12-члениковые (13 у самцов). Формула щупиков 5,4 или 4,3. Стебелёк между грудкой и брюшком состоит из двух члеников: петиолюса и постпетиолюса (последний четко отделен от брюшка), жало развито, куколки голые (без кокона).
Обитают в пустынях Северной Америки и иных районах с аридным климатом. Обладают сильным жалом и ядом. Красный американский муравей-жнец (Pogonomyrmex barbatus) обладает силой ужаления равной 3 по шкале Schmidt Sting Pain Index, что больше, чем у шершня и медоносной пчелы.
Матки вида Pogonomyrmex owyheei являются рекордсменами среди насекомых по продолжительности жизни: 14—30 лет.
У вида Pogonomyrmex barbatus обнаружены паразитические грибки Myrmicinosporidium durum (Chytridiomycetes).
Яд муравьёв Pogonomyrmex использовался в качестве галлюциногена в ритуальных действиях местных индейцев.

## Систематика
Около 90 видов. До 2014 года относили к трибе Myrmicini, затем выделили из неё в отдельную трибу Pogonomyrmecini (вместе с родом Hylomyrma). В 2016 году из состава Pogonomyrmex был выделен новый род Patagonomyrmex Johnson & Moreau, 2016, включающий три вида из видовой группы angustus-group (Patagonomyrmex angustus, Patagonomyrmex laevigatus и Patagonomyrmex odoratus) и встречающийся на юге Аргентины и Чили (отличия: выпуклый клипеус, недоразвитый псаммофор, формула щупиков 5,4).

### Синонимы
- Ephebomyrmex Wheeler, W.M. 1902

### Виды
- Pogonomyrmex abdominalis Santschi, 1929
- Pogonomyrmex anergismus Cole, 1954
- Pogonomyrmex angustus Mayr, 1870
- Pogonomyrmex anzensis Cole, 1968
- Pogonomyrmex apache Wheeler, W.M., 1902
- Pogonomyrmex atratus Santschi, 1922
- Pogonomyrmex badius (Latreille, 1802) typus (=Formica badia)
- Pogonomyrmex barbatus Smith, F., 1858
- Pogonomyrmex bicolor Cole, 1968
- Pogonomyrmex bigbendensis Francke & Merickel, 1982
- Pogonomyrmex bispinosus Spinola, 1851
- Pogonomyrmex californicus (Buckley, 1866)
- Pogonomyrmex carbonarius  Mayr[11] (= P. kusnezovi, = P. variabilis)
- Pogonomyrmex colei Snelling, 1982
- †Pogonomyrmex fossilis Carpenter, 1930
- Pogonomyrmex intermedia Menozzi
- Pogonomyrmex huachucanus Wheeler, 1914
- Pogonomyrmex leonis Kusnezov
- Pogonomyrmex maricopa Wheeler, 1914
- Pogonomyrmex naegelii[12]
- Pogonomyrmex occidentalis (Cresson, 1865)
- Pogonomyrmex pencosensis Forel, 1914
- Pogonomyrmex pronotalis
- Pogonomyrmex pulchellus Santschi
- Pogonomyrmex rastratus[13][14][15][16][17][18][19][20][21]
- Pogonomyrmex rugosus  Emery, 1895
- Pogonomyrmex sanmartini Kusnezov
- Pogonomyrmex semistriata Emery
- Pogonomyrmex serpens Santschi, 1922
- Pogonomyrmex spinolae Emery
- Pogonomyrmex texanus  Francke & Merickel, 1982
- Pogonomyrmex theresiae  Forel, 1899
- Pogonomyrmex tinogasta Johnson, 2015[1]
- Pogonomyrmex uruguayensis  Mayr, 1887
- Pogonomyrmex variabilis  Santschi, 1916
- Pogonomyrmex vermiculatus  Emery, 1906[22][23][24]
- Pogonomyrmex weiseri Santschi
- Pogonomyrmex wheeleri  Olsen, 1934
- Другие виды
- Дополнение (2021, Южная Америка): P. apterogenos, P. araucania, P. atacama, P. bolivianus, P. colca, P. cusquena, P. excelsior, P. forelii, P. granulatus, P. lagunabravensis, P. loaensis, P. mapuche, P. maulensis, P. pichachen, P. propinqua, P. santschii, P. strioligaster, P. tafi, P. varicolor, P. wilsoni[2].

|  |                   |  |                          |                          |                       |  | ещё 5 триб |           |                  |                |
|  |                   |  |                          |                          |                       |  |            |           |                  | около 70 видов |
|  |                   |  |                          | подсемейство мирмицины   |                       |  |            |           | род Pogonomyrmex |                |
|  |                   |  |                          | подсемейство мирмицины   |                       |  |            |           | род Pogonomyrmex |                |
|  | семейство Муравьи |  |                          |                          | триба Pogonomyrmecini |  |            |           |                  |                |
|  | семейство Муравьи |  |                          |                          |                       |  |            |           |                  |                |
|  |                   |  | ещё около 20 подсемейств | ещё около 20 подсемейств |                       |  |            | Hylomyrma | Hylomyrma        |                |
|  |                   |  |                          | ещё около 20 подсемейств |                       |  |            |           | Hylomyrma        |                |